# Кур'єр на Схід
«Кур'єр на Схід» — радянський кінобойовик 1991 року режисерів Олександра Басати і Мурата Джусойти. Художній керівник Станіслав Говорухін.

## Сюжет
Кінець перебудови. Двоє друзів-вихованців дитбудинку: Артур Терський і Алан Терський. Артур — найкращий наркокур'єр одного мафіозного угрупування. Алан — викладач дитячої секції по боротьбі. У секції Алана відбувається нещастя — один з хлопчиків ламає хребет, в результаті чого фінансування секції Алана припиняється. У мафії теж проблеми: новий слідчий з Москви Коротков «копає» під «Майора» — одного з ватажків угруповання (майора міліції Баркова). Для того, щоб приспати пильність слідчого, «Доктор», головний мафіозі, вирішує послати кур'єра в Середню Азію за партією наркотиків, щоб «Майор» взяв його на гарячому, тим самим вигородивши себе.
Спочатку «Доктор» планував послати «Заїку» (Артура), але один з мафіозі переконує «Доктора» не підставляти Артура, з огляду на те, що він — «суперкур'єр». Вирішено було відправити людину зі сторони. Артур пропонує поїхати Алану, не підозрюючи про те, що це — «підстава».
Алан був узятий з 9 кг опію. Йому дають 8 років ув'язнення і він потрапляє у виправну колонію, начальник якої теж член злочинного угруповання. Артур дізнається про те, що трапилося з другом, і сам відправляється «на Схід», для того, щоб знайти винних. Мафія дізнається про це і вбиває «нетямущого кур'єра» Артура, коли той прибуває на місце.
Слідчий з Москви Іван Кузьмич Коротков відмовляється вірити в чесність «Майора» і наймає Сослана — співробітника спецслужб, який відправляється в колонію під виглядом засудженого на допомогу Алану. Сослан увійде в довіру до Алана, який буде називати його «Дядя».
У колонії в Алана починаються проблеми: місцевий «пахан» на прізвисько «Шерхан», що працює на начальство, намагається психологічно і фізично принизити його. Але втручання авторитетного «Петровича» рятує Алана. Інший «пахан» — «Гельди» — симпатизує Алану, який отримує кличку «Кавказ» і поступово втягується в життя ув'язненого. Незабаром зрозумівши, хто винен у трагедії, «Кавказ» вирішує втекти з колонії разом зі своїми новими друзями: Вовчиком і «Дядей», щоб помститися і за себе, і за Артура, звістка про загибель якого йому приходить від «Дяді»…

## У ролях
- Блу Аріаг (Ельбрус Беслєкоєв) — Алан Терський, «Кавказ»
- Володимир Бородін — Вовчик (озвучив В'ячеслав Баранов)
- Артур Березін — Сослан, «Дядя» (озвучив Вадим Андрєєв)
- Давид Габараєв — Шерхан
- Сергій Присєлков — Петрович
- Олександр Новиков — Артур Терський
- Ігор Богодух — майор Барков
- Нурберди Аллабердиєв — Гельди
- Сапар Одаєв — Акбар
- Маїрбек Цихієв — Доктор
- Казбек Суанов — Ільїн
- Олександр Казиміров — Іван Кузьмич Коротков
- Борис Кантеміров — Серьога
- Акмурат Артчиков — лейтенант
- Сосік Ікоєв — брат Вовчика

## Знімальна група
- Автор сценарію: Мурат Джусойти
- Режисери-постановники: Олександр Басати, Мурат Джусойти
- Оператори-постановники: Володимир Панков, Віталій Соколов-Александров
- Художник-постановник: Володимир Євсіков
- Композитор: Ігор Кантюков
- Режисер: Є. Немировська
- Монтажер: Валентина Олійник
- Продюсери: Ігор Звягін, Олег Кондратюк
- Художній керівник: Станіслав Говорухін